# Astragalus fresenii
Astragalus fresenii är en ärtväxtart som beskrevs av Joseph Decaisne. Astragalus fresenii ingår i släktet vedlar, och familjen ärtväxter. Inga underarter finns listade i Catalogue of Life.